# János-hegy
János-hegy (română Muntele János se pronunță Ianoș) este cel mai înalt vârf al Munților Buda, fiind totodată și cel mai înalt loc al capitalei maghiare, Budapesta, având o înălțime de circa 527 m.

## Poziția și morfologia
Vârful se află situat la vest de cursul Dunării și se învecinează la sud cu Széchenyi-hegy (Muntele Széchenyi), 482 m, la nord cu Nagy Hárs-hegy (Muntele Teiul Mare), 482 m; între colinele de la malul Dunării și János-hegy, la nord de drumul Szilágyi Erzsébet fasor  se află  Hunyad-orom (Piscul Hunedoara), 349 m. Din punct de vedere administrativ, se află pe teritoriul cartierului Jánoshegy  din sectorul XII. al Budapestei Versanții estici, cele care coboară spre Buda sunt abrupți și acoperiți cu păduri de foioase, ceea ce-i conferă aspectul de „munte ”, dacă este privit dinspre oraș; spre vest versanții au o înclinație mai moderată, coborând spre localitatea Budakeszi. Muntele este format din calcar de Dachstein. 

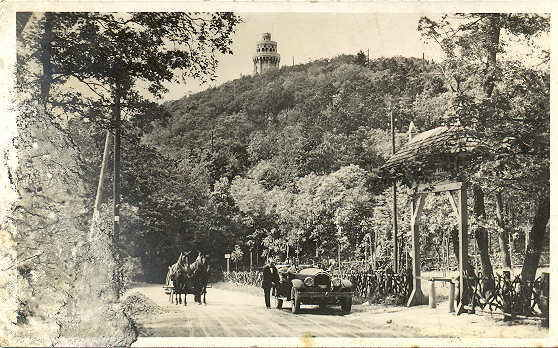
Fotografie a lui János-hegy din jurul anilor 1920.

Pe alocuri, apar formațiuni stâncoase specifice efectelor de eroziune. Pe vârf se află un foișor de unde se deschide o panoramă excepțional de frumoasă.
Începând de pe la mijlocul secolului al XIX-lea, muntele János a devenit un loc atractiv pentru locuitorii din Buda și Pesta. Cea mai cunoscută vizitatoare a fost regina Elisabeta (Sisi) care a vizitat muntele în anul 1882. În memoria a acestei vizite, a fost construit Foișorul Elisabeta, construcție ce „încoronează” muntele. Din foișor, în condiții de vizibilitate bună, se pot zări culmile înzăpezite ale Tatrei Mari. Adesea, iarna, deși Budapesta este învăluită în ceață și smog, vârful muntelui să rămână însorit.Există mai multe explicații privind originea numelui, dar cert este că încă de la începutul secolului al XIX-lea a existat pe munte o statuie a Sfântului Ioan.
Stația de cale ferată János-hegy a căii ferate a copiilor de pe Széchenyi-hegy se află la intersecția traseului turistic János-hegy - Virágvölgy cu calea ferată. Aceasta se află la 800 de metri distanță de stația de sosire a telescaunului "Libegő" aflată la altitudinea de 409 m.

## Informație
(En)
- https://welovebudapest.com/en/2016/10/27/go-beyond-in-budapest-janos-hills-erzsebet-lookout-tower/ Arhivat în 29 septembrie 2019, la Wayback Machine.
- https://welovebudapest.com/en/venue/janos-hill-elizabeth-lookout-tower-2/ Arhivat în 28 decembrie 2019, la Wayback Machine.
- https://www.budapest.com/city_guide/sights/things_to_do/janos_hill_lookout_tower_chairlift.en.html Arhivat în 30 septembrie 2019, la Wayback Machine.
- https://theculturetrip.com/europe/hungary/articles/10-best-walking-trails-in-budapest/
- http://attractions.topbudapest.org/budapest-chairlift-libego-janoshegy/ Arhivat în 29 septembrie 2019, la Wayback Machine.